# موسی کولیبالی (بازیکن فوتبال، زاده ۱۹۸۱)
موسی کولیبالی (انگلیسی: Moussa Coulibaly؛ زادهٔ ۱۹ مهٔ ۱۹۸۱) بازیکن فوتبال اهل مالی بود.
از باشگاه‌هایی که در آن بازی کرده است می‌توان به باشگاه فوتبال مولودیه الجزایر و باشگاه فوتبال الاهلی طرابلس اشاره کرد.
وی همچنین در تیم ملی فوتبال مالی بازی کرده است.